# Nunatak Storozhevoj
Nunatak Storozhevoj är en nunatak i Antarktis. Den ligger i Östantarktis. Australien gör anspråk på området. Toppen på Nunatak Storozhevoj är 1 253 meter över havet.
Terrängen runt Nunatak Storozhevoj är huvudsakligen lite kuperad. Trakten är obefolkad. Det finns inga samhällen i närheten.